# Kanton Catus
Der Kanton Catus war bis 2015 ein französischer Wahlkreis im Arrondissement Cahors, im Département Lot und in der früheren Region Midi-Pyrénées; sein Hauptort war Catus, Vertreter im Generalrat des Départements war zuletzt von 2008 bis 2015 Serge Rigal. 
Der Kanton war 193,33 km² groß und hatte im Jahr 5684 Einwohner (Stand: 2012).
Der Kanton umfasste Wahlberechtigte aus 17 Gemeinden:
| Gemeinde               | Einwohner Jahr | Fläche km² | Bevölkerungsdichte | Postleitzahl | Code INSEE |
| ---------------------- | -------------- | ---------- | ------------------ | ------------ | ---------- |
| Boissières             | 375 (2013)     | –          | – Einw./km²        | 46150        | 46032      |
| Calamane               | 467 (2013)     | –          | – Einw./km²        | 46150        | 46046      |
| Catus                  | 899 (2013)     | –          | – Einw./km²        | 46150        | 46064      |
| Crayssac               | 763 (2013)     | –          | – Einw./km²        | 46150        | 46080      |
| Francoulès             | 224 (2013)     | –          | – Einw./km²        | 46090        | 46112      |
| Gigouzac               | 246 (2013)     | –          | – Einw./km²        | 46150        | 46119      |
| Les Junies             | 250 (2013)     | –          | – Einw./km²        | 46150        | 46134      |
| Labastide-du-Vert      | 242 (2013)     | –          | – Einw./km²        | 46150        | 46136      |
| Lherm                  | 236 (2013)     | –          | – Einw./km²        | 46150        | 46171      |
| Maxou                  | 301 (2013)     | –          | – Einw./km²        | 46090        | 46188      |
| Mechmont               | 118 (2013)     | –          | – Einw./km²        | 46150        | 46190      |
| Montgesty              | 322 (2013)     | –          | – Einw./km²        | 46150        | 46205      |
| Nuzéjouls              | 365 (2013)     | –          | – Einw./km²        | 46150        | 46211      |
| Pontcirq               | 153 (2013)     | –          | – Einw./km²        | 46150        | 46223      |
| Saint-Denis-Catus      | 186 (2013)     | –          | – Einw./km²        | 46150        | 46264      |
| Saint-Médard           | 162 (2013)     | –          | – Einw./km²        | 46150        | 46280      |
| Saint-Pierre-Lafeuille | 375 (2013)     | –          | – Einw./km²        | 46090        | 46340      |